# Leptoderris ledermannii
Espèce
Statut de conservation UICN

 EN B1ab(iii)+2ab(iii) : En danger
 Leptoderris ledermannii  Harms est une espèce de plantes à fleurs de la famille des Fabaceae et du genre Leptoderris.

## Étymologie
Son épithète spécifique ledermannii rend hommage au botaniste allemand Carl Ludwig Ledermann, actif au Cameroun au début du XXe siècle.

## Distribution
Cette espèce est endémique du Cameroun. On la trouve dans la région du Nord-Ouest, sur les hautes terres de Bamenda (Bamenda Highlands), au mont Muti,  sur la cordillère de Sabga, à 10 miles à l'ouest de Nkambe. 
D'autres localisations avaient également été envisagées, par exemple au parc national de Korup, aux monts Bakossi (Ngomboaku) et au Rio Muni en Guinée équatoriale, mais ces hypothèses ont finalement été écartées, car il ne s'agissait probablement pas de la même espèce.

## Description
C'est une liane ligneuse présente sur les vestiges de la forêt submontagnarde, à une altitude comprise entre 1 100 et 1 500 m. L'espèce est menacée par la déforestation au profit du bois de chauffage et des terres agricoles.